# Lijst van nummer 1-albums in de Album Top 100 in 1989
Onderstaande albums stonden in 1989 op nummer 1 in de Album Top 100, de voorloper van de huidige Media Markt Album Top 40. De lijst werd samengesteld door de Stichting Nederlandse Top 40.
| Nummer | Datum        | Artiest                              | Titel                                 |
| ------ | ------------ | ------------------------------------ | ------------------------------------- |
| 191    | 7 januari    | Dire Straits                         | Money for nothing                     |
|        | 14 januari   | Dire Straits                         | Money for nothing                     |
| 192    | 21 januari   | Gloria Estefan & Miami Sound Machine | Anything for you                      |
|        | 28 januari   | Gloria Estefan & Miami Sound Machine | Anything for you                      |
|        | 4 februari   | Gloria Estefan & Miami Sound Machine | Anything for you                      |
|        | 11 februari  | Gloria Estefan & Miami Sound Machine | Anything for you                      |
|        | 18 februari  | Gloria Estefan & Miami Sound Machine | Anything for you                      |
|        | 25 februari  | Gloria Estefan & Miami Sound Machine | Anything for you                      |
|        | 4 maart      | Gloria Estefan & Miami Sound Machine | Anything for you                      |
|        | 11 maart     | Gloria Estefan & Miami Sound Machine | Anything for you                      |
|        | 18 maart     | Gloria Estefan & Miami Sound Machine | Anything for you                      |
|        | 25 maart     | Gloria Estefan & Miami Sound Machine | Anything for you                      |
|        | 1 april      | Gloria Estefan & Miami Sound Machine | Anything for you                      |
|        | 8 april      | Gloria Estefan & Miami Sound Machine | Anything for you                      |
| 193    | 15 april     | Madonna                              | Like a prayer                         |
| 192    | 22 april     | Gloria Estefan & Miami Sound Machine | Anything for you                      |
|        | 29 april     | Gloria Estefan & Miami Sound Machine | Anything for you                      |
|        | 6 mei        | Gloria Estefan & Miami Sound Machine | Anything for you                      |
|        | 13 mei       | Gloria Estefan & Miami Sound Machine | Anything for you                      |
| 194    | 20 mei       | Simple Minds                         | Street fighting years                 |
|        | 27 mei       | Simple Minds                         | Street fighting years                 |
|        | 3 juni       | Simple Minds                         | Street fighting years                 |
|        | 10 juni      | Simple Minds                         | Street fighting years                 |
| 195    | 17 juni      | Queen                                | The miracle                           |
|        | 24 juni      | Queen                                | The miracle                           |
|        | 1 juli       | Queen                                | The miracle                           |
| 196    | 8 juli       | Ed Starink                           | Synthesizer greatest                  |
|        | 15 juli      | Ed Starink                           | Synthesizer greatest                  |
| 197    | 22 juli      | Prince                               | Batman                                |
| 198    | 29 juli      | Loïs Lane                            | Loïs Lane                             |
| 199    | 5 augustus   | Gloria Estefan                       | Cuts both ways                        |
|        | 12 augustus  | Gloria Estefan                       | Cuts both ways                        |
|        | 19 augustus  | Gloria Estefan                       | Cuts both ways                        |
|        | 26 augustus  | Gloria Estefan                       | Cuts both ways                        |
|        | 2 september  | Gloria Estefan                       | Cuts both ways                        |
| 200    | 9 september  | Ed Starink                           | Synthesizer greatest volume 2         |
|        | 16 september | Ed Starink                           | Synthesizer greatest volume 2         |
|        | 23 september | Ed Starink                           | Synthesizer greatest volume 2         |
|        | 30 september | Ed Starink                           | Synthesizer greatest volume 2         |
| 201    | 7 oktober    | The Rolling Stones                   | Steel wheels                          |
|        | 14 oktober   | The Rolling Stones                   | Steel wheels                          |
| 199    | 21 oktober   | Gloria Estefan                       | Cuts both ways                        |
|        | 28 oktober   | Gloria Estefan                       | Cuts both ways                        |
| 202    | 4 november   | Milli Vanilli                        | All or nothing - The U.S. remix album |
|        | 11 november  | Milli Vanilli                        | All or nothing - The U.S. remix album |
|        | 18 november  | Milli Vanilli                        | All or nothing - The U.S. remix album |
|        | 25 november  | Milli Vanilli                        | All or nothing - The U.S. remix album |
|        | 2 december   | Milli Vanilli                        | All or nothing - The U.S. remix album |
| 203    | 9 december   | Phil Collins                         | ...But seriously                      |
|        | 16 december  | Phil Collins                         | ...But seriously                      |
|        | 23 december  | Phil Collins                         | ...But seriously                      |
|        | 30 december  | geen Album Top 100 verschenen        | geen Album Top 100 verschenen         |

Lijsten van nummer 1-albums in de Nederlandse Album Top 100

1969 ·
1970 ·
1971 ·
1972 ·
1973 ·
1974 ·
1975 ·
1976 ·
1977 ·
1978 ·
1979 ·
1980 ·
1981 ·
1982 ·
1983 ·
1984 ·
1985 ·
1986 ·
1987 ·
1988 ·
1989 ·
1990 ·
1991 ·
1992 ·
1993 ·
1994 ·
1995 ·
1996 ·
1997 ·
1998 ·
1999 ·
2000 ·
2001 ·
2002 ·
2003 ·
2004 ·
2005 ·
2006 ·
2007 ·
2008 ·
2009 ·
2010 ·
2011 ·
2012 ·
2013 ·
2014 ·
2015 ·
2016 ·
2017 ·
2018 ·
2019 ·
2020 ·
2021 ·
2022 ·
2023 ·
2024 ·
2025

Lijsten van nummer 1-albums van de Stichting Nederlandse Top 40

1969 ·
1970 ·
1971 ·
1972 ·
1973 ·
1974 ·
1975 ·
1976 ·
1977 ·
1978 ·
1979 ·
1980 ·
1981 ·
1982 ·
1983 ·
1984 ·
1985 ·
1986 ·
1987 ·
1988 ·
1989 ·
1990 ·
1991 ·
1992 ·
1993 ·
1994 ·
1995 ·
1996 ·
1997 ·
1998 ·
1999 ·
2011 ·
2012 ·
2013 ·
2014 ·
2015
- Nederland
- Nederland (Album Top 100)